# Concejo Municipal de Escazú
El Concejo Municipal de Escazú es el órgano deliberativo y máxima autoridad del cantón de Escazú, en Costa Rica. Está conformado por siete regidores propietarios con voz y voto, y sus respectivos suplentes solo con voz salvo cuando sustituyan a un propietario de su mismo partido. A estos también asisten con voz pero sin voto el alcalde y los síndicos propietarios y suplentes de los tres distritos del cantón. Al igual que el alcalde municipal sus miembros son electos popularmente cada 4 años.

## Historia
En la Constitución Política del 30 de noviembre de 1848, se estableció una nueva división política y administrativa que contempló la nomenclatura de provincias, cantones y distritos parroquiales. De entre los cantones de la provincia de San José, se encontraba el cantón de «Escazú y Pacaca», decretado el 7 de diciembre del mismo año, y extendiéndose también, como lo dice su nombre, hasta parte de la entonces región conocida como Pacaca, que cubre hoy los actuales cantones de Santa Ana, Mora, Puriscal y Turrubares.
A finales de 1848, se llevó a cabo la primera sesión del Concejo Municipal de Escazú, integrado por los regidores propietarios Florencio Marín, como presidente, Jacinto Elizondo, como vicepresidente, y Antonio Solís, como fiscal. El secretario municipal fue Anselmo de Rojas y el jefe político Vicente Rojas.

## Conformación del Concejo
| Partido | Partido                      | Número de regidores | Regidores propietarios                                                          | Regidores suplentes                                                                       |
| ------- | ---------------------------- | ------------------- | ------------------------------------------------------------------------------- | ----------------------------------------------------------------------------------------- |
|         | Partido Nueva Generación     | 3                   | Adrián Antonio Barboza Granados Andrea María Arroyo Hidalgo José Campos Quesada | Carmen María Fernández Araya Franklin Rodolfo Monestel Herrera Ana María Barrenechea Soto |
|         | Yunta Progresista Escazuceña | 3                   | José Danilo Fernández Marín Adriana Solís Araya José Pablo Cartín Hernández     | Brenda Sandí Vargas Denis Gerardo León Castro Giaconda Patricia López Herrera             |
|         | Partido Terra Escazú         | 1                   | Carlomagno Gómez Ortiz                                                          | VACANTE                                                                                   |

## Síndicos Propietarios
1. Andrea Mora Solano (Escazú)
2. Gerardo Venegas Fernández (San Antonio)
3. Geovanni Andrés Vargas Delgado (San Rafael)

## Síndicos Suplentes
1. Ernesto Álvarez León (Escazú)
2. Jessica López Paniagua (San Antonio)
3. Catarinna López Campos (San Rafael)

## Alcalde
- Arnoldo Valentín Barahona Cortés (PNG)

## Elecciones
Durante las Elecciones municipales de Costa Rica de 2020, once partidos políticos participaron en el cantón de Escazú para obtener la Alcaldía y miembros del Concejo Municipal. Los resultados fueron los siguientes:

### Alcaldía
| Puesto | Bandera | Partido                         | Votos | %      |
| ------ | ------- | ------------------------------- | ----- | ------ |
| 1°     |         | Partido Nueva Generación        | 8 309 | 40,82% |
| 2°     |         | Yunta Progresista Escazuceña    | 5 843 | 28,71% |
| 3°     |         | Partido Terra Escazú            | 2 218 | 10,90% |
| 4°     |         | Partido Liberación Nacional     | 1 114 | 5,47%  |
| 5°     |         | Partido Unidos Por Escazú       | 1 084 | 5,33%  |
| 6°     |         | Partido Unidad Social Cristiana | 1 064 | 5,23%  |
| 7°     |         | Partido Unidos Podemos          | 224   | 1,10%  |
| 8°     |         | Partido Nuestro Pueblo          | 220   | 1,08%  |
| 9°     |         | Partido Nueva República         | 164   | 0,81%  |
| 10°    |         | Partido Restauración Nacional   | 113   | 0,56%  |

El alcalde electo fue Arnoldo Valentín Barahona Cortés, y los vicealcaldes electos fueron Karol Tatiana Matamoros Corrales y Jorge Andrés Rojas Zúñiga, del Partido Nueva Generación.

### Regidores
| Puesto | Bandera | Partido                         | Votos | %      | Escaños |
| ------ | ------- | ------------------------------- | ----- | ------ | ------- |
| 1°     |         | Partido Nueva Generación        | 7 213 | 35,41% | 3/7     |
| 2°     |         | Yunta Progresista Escazuceña    | 5 668 | 27,82% | 3/7     |
| 3°     |         | Partido Terra Escazú            | 2 378 | 11,67% | 1/7     |
| 4°     |         | Partido Liberación Nacional     | 1 454 | 7,14%  | 0/7     |
| 5°     |         | Partido Unidos Por Escazú       | 1 293 | 6,35%  | 0/7     |
| 6°     |         | Partido Unidad Social Cristiana | 1 093 | 5,37%  | 0/7     |
| 7°     |         | Partido Unidos Podemos          | 507   | 2,49%  | 0/7     |
| 8°     |         | Partido Nuestro Pueblo          | 333   | 1,63%  | 0/7     |
| 9°     |         | Partido Nueva República         | 223   | 1,09%  | 0/7     |
| 10°    |         | Partido Restauración Nacional   | 210   | 1,03%  | 0/7     |